# День незалежності (М'янма)
День незалежності (бірм. လွတ်လပ်ရေးနေ့) — національне свято, що відзначається в М'янмі щорічно 4 січня. Дата відзначається на честь проголошення незалежності М'янми від британського правління 4 січня 1948 року.

## Походження
У XIX столітті, після трьох англо-бірманських війн, Бірма була колонізована Великобританією. 1 квітня 1937 року Бірма стала самоврядною колонією Великої Британії, а Ба Мо став першим прем'єр-міністром Бірми. Ба Мо був відвертим прихильником бірманського самоврядування та виступав проти участі Великої Британії та, відповідно, Бірми, у Другій світовій війні. Він подав у відставку з Законодавчих зборів і був заарештований за підбурювання до заколоту. У 1940 році, до офіційного вступу Японії у Другу світову війну, Аун Сан сформував Армію незалежності Бірми в Японії.
Бірма, яка була головним полем битви, була спустошена під час Другої світової війни. До березня 1942 року, через кілька місяців після вступу у війну, японські війська увійшли в Рангун, і британська адміністрація впала. У серпні 1942 року японці створили бірманську виконавчу адміністрацію на чолі з Ба Моу. Починаючи з кінця 1944 року, союзні війська розпочали серію наступальних операцій, які призвели до кінця японського правління в липні 1945 року. Однак бої були запеклими, і значна частина Бірми була зруйнована в результаті бойових дій.
Хоча багато бірманців спочатку воювали на боці японців, деякі бірманці, переважно з етнічних меншин, також служили в британській армії Бірми. Національна армія Бірми та Національна армія Аракана воювали з японцями в 1942–44 роках, але перейшли на сторону союзників у 1945 році.
Після Другої світової війни генерал Аун Сан підписав з етнічними лідерами Панглонгську угоду, яка гарантувала незалежність Бірми як єдиної держави. У 1947 році Аун Сан став заступником голови Виконавчої ради Бірми, перехідного уряду. Але в липні 1947 року політичні суперники за підтримки британців вбили генерала Аун Сана та кількох членів кабінету.
4 січня 1948 року о 4:20 ранку країна стала незалежною республікою, названою Союзом Бірми, час для якої був обраний астрологом, а першим президентом став Сан Шве Таїком, а першим прем'єр-міністром У Ну. На відміну від більшості інших колишніх британських колоній і заморських територій, вона не стала членом Співдружності націй.

## Галерея

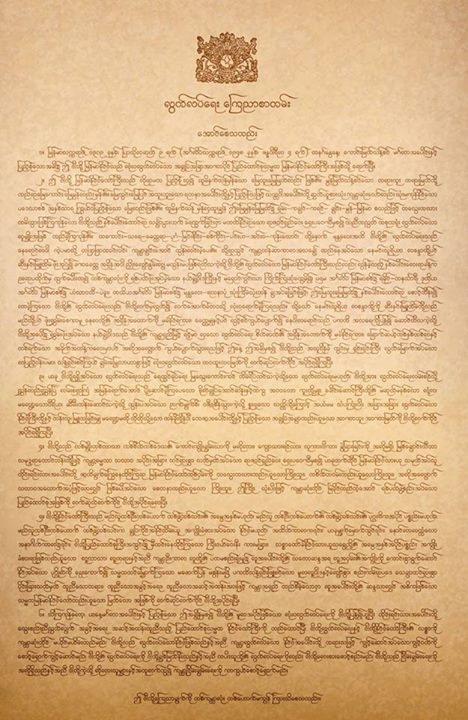
Зображення Декларації незалежності Бірми